# Deutscher Turn- und Sportbund

Flagge des DTSB

Der Deutsche Turn- und Sportbund (DTSB) war die zentrale, für den Sport zuständige, Massenorganisation der DDR mit Sitz in Ostberlin.

## Organisation

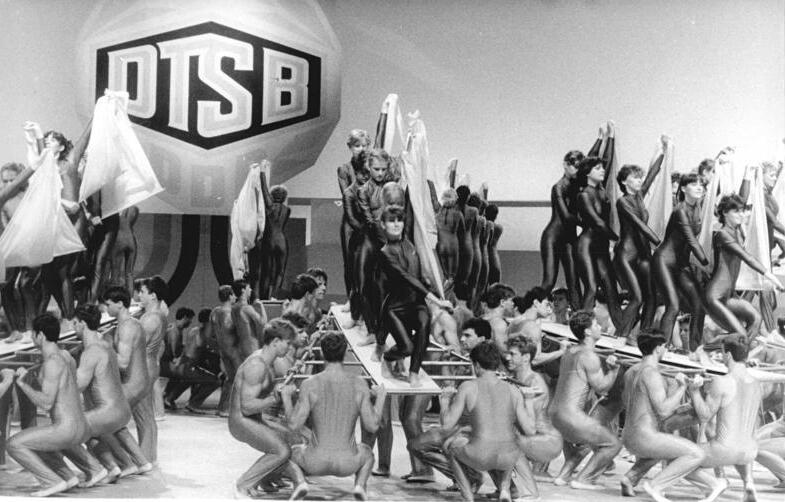
Generalprobe von Sportlern im Rahmen eines Begleitprogramms zur 90. IOC-Session in Ost-Berlin, 1985

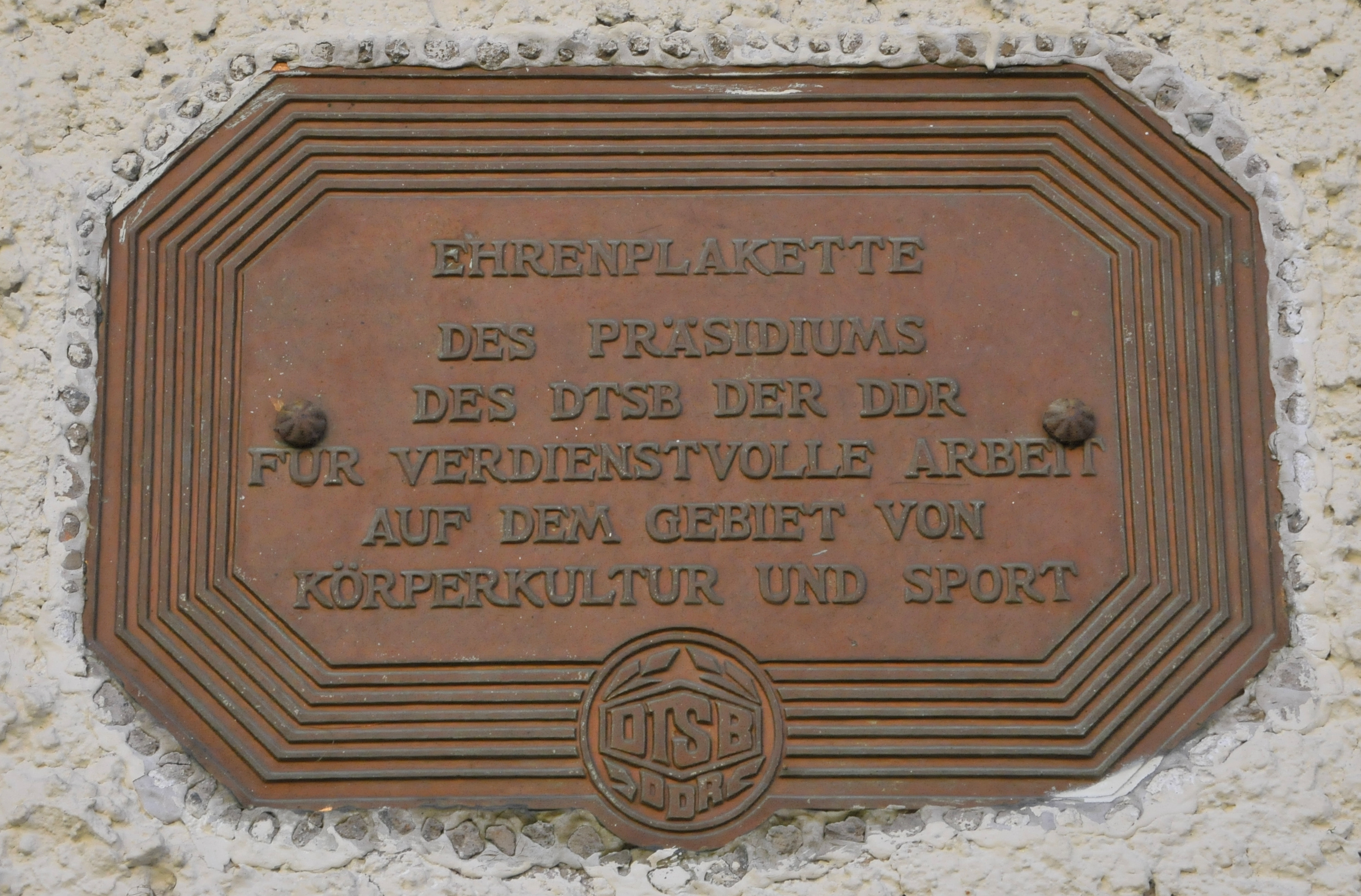
Ehrenplakette des DTSB an einer Hauswand in Bechstedt-Wagd

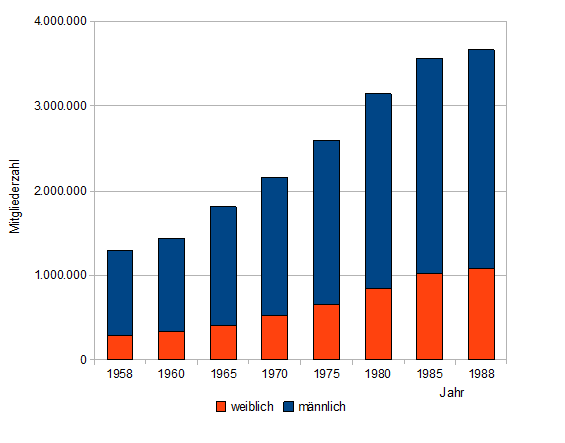
Mitgliederentwicklung des DTSB

Der DTSB wurde als letzte Massenorganisation der DDR am 27./28. April 1957 gegründet und löste damit den Deutschen Sportausschuß (DS) ab. Gleichzeitig übernahm der DTSB einige wichtige Aufgaben des Staatlichen Komitees für Körperkultur und Sport. Der DTSB wurde in der Praxis unmittelbar durch das ZK der SED angeleitet. Zuständig war die Abteilung Sport unter der Leitung von Rudi Hellmann. Erich Honecker (bis 1971), Paul Verner (1971–1984) und Egon Krenz (1984–1989) waren die verantwortlichen Politbüromitglieder für die Sportentwicklung in der DDR.
Die beim DS zuvor als Sektionen vertretenen Sportarten wandelten sich unter dem Dach des DTSB in Sportverbände um, aus der Sektion Fußball entstand also beispielsweise der Deutsche Fußball-Verband (DFV).
Der DTSB gliederte sich in 15 Bezirksorganisationen, die jeweils weiter auf Kreis-, Stadt- und Stadtbezirksebene unterteilt waren. Die Armeesportvereinigung Vorwärts der NVA sowie die Sportvereinigung Dynamo der inneren Sicherheitsorgane (MfS, Volkspolizei, Zoll) gehörten dem DTSB offiziell mit dem Status einer Bezirksorganisation an, waren de facto aber eigenständig.
Als Präsident des DTSB wirkte von 1961 bis 1988 Manfred Ewald, der als Präsident des NOK, Vorsitzender der geheimen Leistungssportkommission sowie als Mitglied des ZK der SED die zentrale Rolle im DDR-Sportsystem innehatte. Der erste Präsident des DTSB von 1957 bis 1961 war jedoch Rudi Reichert. Nach Ewalds Entmachtung 1988 übernahm Klaus Eichler bis zur Wende seine Position. Martin Kilian leitete als letzter DTSB-Präsident 1990 die Auflösung des Sportbundes. Die meisten der im DTSB vertretenen Sportverbände traten einem Sportverband im Deutschen Sportbund (DSB) bei.
Der DTSB stiftete 1964 den Kunstpreis des DTSB. Er wurde als Bronze-, Silber- und Goldmedaille und erstmals anlässlich der Olympischen Sommerspiele 1964 vergeben. Die ausgezeichneten und weitere Werke wurden vom DTSB angekauft.

## Breitensport
1989 hatte der DTSB rund 3,7 Millionen Mitglieder, also über zwanzig Prozent der DDR-Bevölkerung. Die sportliche Betätigung stand durchaus im Interesse der Staatsführung. Vor allem Kinder und Jugendliche sollten zum Sporttreiben motiviert werden und wurden flächendeckend in Schulsportgemeinschaften organisiert. Für die Sportförderung wurden auch ganze Gemeinden ausgezeichnet mit einer Ehrenplakette wie in Bechstedt-Wagd.
Die gewerkschaftlichen Betriebssportgemeinschaften waren die Grundorganisation des DTSB in den Volkseigenen Betrieben, die als Trägerbetriebe fungierten.

## Leistungssport
Der Breitensport diente auch der systematischen Suche nach Talenten für den Leistungssport, etwa über die Kinder- und Jugendsportschulen und die Kinder- und Jugendspartakiaden. Als Zentren des Leistungssports fungierten die Sportclubs, bei denen alle Spitzensportler der DDR konzentriert wurden. Die großen sportlichen Erfolge, die die DDR seit den 1970er Jahren insbesondere bei Olympischen Spielen feiern konnte, wurden dabei sowohl innen- als auch außenpolitisch konsequent als Leistungsbeweis des DDR-Sozialismus insgesamt dargestellt.

## Sportverbände im DTSB
Im Deutschen Turn- und Sportbund waren folgende Sportverbände vereint:
- Allgemeiner Deutscher Motorsport Verband der DDR (ADMV) – gegründet am 2. Juni 1957 in Berlin, der Verband besteht weiterhin
- Deutscher Anglerverband der DDR (DAV) – gegründet am 13. Mai 1958 in Berlin, der Verband bestand bis 2013
- Deutscher Basketball-Verband der DDR (DBV) – gegründet am 20. Mai 1958 in Leipzig, einem DSB-Sportverband beigetreten am 4. November 1990 in Hannover
- Deutscher Billard-Sportverband der DDR (DBSV) – gegründet am 13. März 1958 in Leipzig, einem DSB-Sportverband beigetreten am 8. Dezember 1990
- Deutscher Bogenschützen-Verband der DDR (DBSV) – gegründet am 23. Oktober 1959 in Zittau, inzwischen in fast alle Bundesländer expandiert
- Deutscher Box-Verband der DDR (DBV) – gegründet am 4. Mai 1958 in Berlin, einem DSB-Sportverband beigetreten am 8. Dezember 1990 in Bochum
- Deutscher Eislauf-Verband der DDR (DELV) – gegründet am 31. August 1958 in Berlin
- Deutscher Faustball-Verband der DDR (DFV) – gegründet am 27. April 1958 in Leipzig; besteht als Sektion des Deutschen Turner-Bundes (DTB) fort
- Deutscher Fecht-Verband der DDR (DFV) – gegründet am 20. Juli 1958 in Leipzig, einem DSB-Sportverband beigetreten am 8. Dezember 1990 in Bonn
- Deutscher Federball-Verband (DFV) – gegründet am 11. Januar 1958 in Berlin, einem DSB-Sportverband beigetreten am 13. /14. Oktober 1990 in Düsseldorf
- Deutscher Fußball-Verband der DDR (DFV) – hervorgegangen aus dem am 3. Juli 1950 sich konstituierenden „Fachausschuss Fußball“ im Deutschen Sportausschuß, einem DSB-Sportverband beigetreten am 21. November 1990 in Leipzig
- Deutscher Gehörlosen-Sportverband (DGSV) – gegründet am 3. Februar 1990; Beitritt am 17. November 1990 in Braunschweig
- Deutscher Gewichtheber-Verband der DDR (DGV) – gegründet am 26. April 1958 in Leipzig, einem DSB-Sportverband beigetreten am 30. September 1990 in Leimen
- Deutscher Handball-Verband der DDR (DHV) – gegründet am 21. Juni 1958 in Halle, einem DSB-Sportverband beigetreten am 1. Januar 1991
- Deutscher Hockey-Sportverband der DDR (DHSV) – gegründet am 19. April 1958 in Halle, Auflösung zum 3. November 1990, die neu gebildeten Landesverbände für Brandenburg, Mecklenburg-Vorpommern, Sachsen, Sachsen-Anhalt und Thüringen traten an diesem Tag in Hürth dem Deutschen Hockey-Bund bei, die Berliner waren bereits zuvor dem Berliner Hockey-Verband beigetreten.
- Verband für Hoch- und Fachschulsport (VHFS) – gegründet 1990
- Deutscher Judo-Verband der DDR (DJV) – gegründet am 19. April 1958 in Leipzig, einem DSB-Sportverband beigetreten am 2. Februar 1991 in Passau
- Deutscher Kanu-Sport-Verband der DDR (DKSV) – gegründet am 19. April 1958 in Berlin, einem DSB-Sportverband beigetreten am 21. April 1991 in Norden
- Deutscher Kegler-Verband der DDR (DKV) – gegründet am 30. März 1958 in Leipzig, einem DSB-Sportverband beigetreten am 8. Dezember 1990 in Dresden
- Deutscher Kraftsport- und Bodybuilding-Verband (DKBV) – gegründet 1990
- Deutscher Verband für Leichtathletik der DDR (DVfL) – gegründet am 17. Mai 1958 in Leipzig, einem DSB-Sportverband beigetreten am 24. November 1990 in Magdeburg und Salzgitter
- Läuferbund im DVfL der DDR, wurde im Frühjahr 1990 innerhalb des DVfL gegründet
- Musik- und Spielleuteverband im DTSB der DDR (MSV) – gegründet 1990, Beitritt zum Deutschen Turner-Bund (DTB) während des Deutschen Turntages (8./9. Oktober 1990) in Hannover vollzogen
- Deutscher Orientierungsläufer-Verband (DOV) – gegründet 1990, Beitritt zum Deutschen Turner-Bund (DTB) während des Deutschen Turntages (8./9. Oktober 1990) in Hannover vollzogen
- Deutscher Pferdesport-Verband der DDR (DPV) – gegründet am 27. April 1961 in Halle, einem DSB-Sportverband beigetreten am 5. Dezember 1990
- Deutscher Radsport-Verband der DDR (DRSV) – gegründet am 18. Mai 1958 in Leipzig, einem DSB-Sportverband beigetreten am 1. Januar 1991
- Deutscher Ringer-Verband der DDR (DRV) – gegründet am 26. April 1958 in Leipzig, einem DSB-Sportverband beigetreten am 8. Dezember 1990 in Regensburg
- Deutscher Rollsport-Verband der DDR (DRV) – gegründet am 12. Oktober 1958 in Weißenfels, die fünf neu gebildeten Landesverbände sind einem DSB-Sportverband beigetreten im März 1991
- Deutscher Ruder-Sport-Verband der DDR (DRSV) – gegründet am 12. April 1958 in Berlin, einem DSB-Sportverband beigetreten am 8. Dezember 1990 in Kienbaum
- Deutscher Rugby-Sportverband der DDR (DRSV) – gegründet am 20. April 1958 in Berlin, einem DSB-Sportverband beigetreten am 7. Dezember 1990
- Deutscher Schachverband der DDR (DSV) – gegründet am 27. April 1958 in Leipzig, einem DSB-Sportverband beigetreten am 29. September 1990 in Hannover
- Deutscher Schlitten- und Bobsportverband der DDR (DSBV) – gegründet am 28. September 1958 in Ilsenburg, einem DSB-Sportverband beigetreten am 29. September 1990 in Berchtesgaden
- Deutscher Schwimmsport-Verband der DDR (DSSV) – gegründet am 4. Mai 1958 in Zeitz, einem DSB-Sportverband beigetreten am 19. Oktober 1990 in Hannover
- Bund Deutscher Segler der DDR (BDS) – gegründet am 20. April 1958 in Berlin, einem DSB-Sportverband beigetreten am 12. Januar 1991
- Deutscher Skiläufer-Verband der DDR (DSLV) – gegründet am 12. Oktober 1958 in Leipzig, einem DSB-Sportverband beigetreten am 20. Oktober 1990
- Deutscher Sportverband Moderner Fünfkampf (DSMF) – gegründet im Sommer 1959 in Leipzig, der DSMF bestand bis 1961 innerhalb der Gesellschaft für Sport und Technik (GST) und wurde 1969 aufgelöst
- Deutscher Tennis-Verband der DDR (DTV) – gegründet am 26. April 1958 in Halle, einem DSB-Sportverband beigetreten am 9. Februar 1991 in Berlin
- Deutscher Tischtennis-Verband der DDR (DTTV) – gegründet am 4. April 1958 in Berlin, die neu gebildeten Landesverbände sind einem DSB-Sportverband beigetreten am 19. Oktober 1990 in Frankfurt a. M.
- Deutscher Triathlon-Verband – gegründet 1990, einem DSB-Sportverband beigetreten am 28. Oktober 1990
- Deutscher Turn-Verband der DDR (DTV) – gegründet am 3. Mai 1958 in Berlin, einem DSB-Sportverband beigetreten am 8./9. September 1990 in Hannover
- Deutscher Verband für Versehrtensport der DDR (DVfV) – gegründet am 4./5. Juli 1959 in Halle, die fünf neu gegründeten Landessportverbände sind einem DSB-Sportverband beigetreten im März 1991
- Deutscher Sportverband Volleyball der DDR (DSVB) – gegründet am 20. April 1958 in Leipzig, einem DSB-Sportverband beigetreten am 8. Dezember 1990
- Deutscher Verband für Wandern, Bergsteigen und Orientierungslauf der DDR (DWBO) – gegründet am 15. Juni 1958 in Dresden, der DWBO wurde am 31. Dezember 1990 aufgelöst

## Mitgliederverteilung auf die Sportarten
Im Jahr 1988 verteilten sich die Sporttreibenden und Übungsleiter auf folgende Weise auf die Sportsektionen.
| Sportart                              | Anzahl Sporttreibende | Anzahl Übungsleiter |
| ------------------------------------- | --------------------- | ------------------- |
| Angeln                                | 527.696               | 10.942              |
| Basketball                            | 14.644                | 1.243               |
| Billard                               | 11.009                | 1.361               |
| Bogenschießen                         | 4.668                 | 545                 |
| Boxen                                 | 20.908                | 1.868               |
| Eissport                              | 8.995                 | 631                 |
| Faustball                             | 10.779                | 1.345               |
| Fechten                               | 6.584                 | 673                 |
| Federball                             | 27.069                | 2.480               |
| Fußball                               | 575.667               | 39.207              |
| Gewichtheben                          | 25.630                | 2.465               |
| Handball                              | 152.975               | 13.225              |
| Hockey                                | 6.152                 | 576                 |
| Judo                                  | 54.544                | 4.891               |
| Kanu/Kajak                            | 26.768                | 2.082               |
| Kegeln                                | 204.126               | 17.369              |
| Leichtathletik                        | 180.605               | 15.583              |
| Motorsport                            | 85.134                | 5.064               |
| Pferdesport                           | 53.818                | 5.951               |
| Radsport                              | 27.226                | 2.816               |
| Ringen                                | 23.686                | 2.106               |
| Rollsport                             | 4.704                 | 381                 |
| Rudern                                | 14.275                | 1.103               |
| Rugby                                 | 1.213                 | 103                 |
| Schach                                | 43.374                | 4.523               |
| Schlitten/Bob                         | 3.759                 | 447                 |
| Schwimmen                             | 83.509                | 6.911               |
| Segeln                                | 31.318                | 2.231               |
| Ski/Biathlon                          | 48.438                | 4.100               |
| Tennis                                | 47.274                | 3.185               |
| Tischtennis                           | 126.376               | 12.084              |
| Turnen                                | 408.476               | 26.542              |
| Versehrtensport                       | 14.080                | 1.249               |
| Volleyball                            | 134.924               | 12.454              |
| Wandern/Bergsteigen/Orientierungslauf | 86.123                | 6.844               |
| Allgemeine Sportgruppen               | 513.453               | 35.265              |
| Sonstige Sektionen                    | 155.756               | 12.920              |
| Spielleute                            | 17.157                | 1.924               |
| insgesamt                             | 3.782.892             | 264.689             |

## Archivunterlagen
Das Schriftgut des DTSB gehörte zum Staatlichen Archivfonds der DDR und befindet sich im Bundesarchiv (Bestand DY 12).